# NGC 2425
NGC 2425 is een open sterrenhoop in het sterrenbeeld Achtersteven. Het hemelobject werd op 8 maart 1793 ontdekt door de Duits-Britse astronoom William Herschel. 

## Synoniemen
- OCL 599